# Mur gallo-romain de Saint-Lupien
Le mur gallo-romain de Saint-Lupien est un mur situé à Rezé, dans le département de la Loire-Atlantique, en France.

## Description
Orienté est/ouest, il s'agit de l'un des vestiges de construction gallo-romaines de l'ancienne cité de Ratiatum dont la fondation remonte au règne de l'empereur Auguste, entre l'an 20 av. J.-C. et l'an 10 de notre ère.

## Localisation
Le mur gallo-romain est situé à proximité de la chapelle Saint-Lupien et de l'ancien bras-mort de la Loire, le Seil, comblé au cours du XXe siècle.

## Historique
Le monument est inscrit au titre des monuments historiques en 1986.